# Аультанес
Аультанес (ісл. Álftanes) — місто Ісландії. У місті знаходиться офіційна резиденція Президента Ісландії Бессастадір.

## Клімат
| Кліматограма Аультанесу | Кліматограма Аультанесу | Кліматограма Аультанесу | Кліматограма Аультанесу | Кліматограма Аультанесу | Кліматограма Аультанесу | Кліматограма Аультанесу | Кліматограма Аультанесу | Кліматограма Аультанесу | Кліматограма Аультанесу | Кліматограма Аультанесу | Кліматограма Аультанесу |
| --- | ----------------------- | ----------------------- | ----------------------- | ----------------------- | ----------------------- | ----------------------- | ----------------------- | ----------------------- | ----------------------- | ----------------------- | ----------------------- |
| С | Л                       | Б                       | К                       | Т                       | Ч                       | Л                       | С                       | В                       | Ж                       | Л                       | Г                       |
| 135 1 −3 | 133 2 −3                | 126 3 −2                | 109 6 0                 | 98 9 3                  | 86 13 7                 | 94 14 9                 | 112 14 8                | 141 10 6                | 123 6 2                 | 125 3 −1                | 137 1 −3                |
| Середня макс. і мін. температури повітря (°C) Атмосферні опади (мм), за рік : 1419 мм. Джерело: «Climate-Data.org» (англ.) |                         |                         |                         |                         |                         |                         |                         |                         |                         |                         |                         |

## Історія
У січні 2013 року Аультанес увійшов до складу муніципалітету Ґардабайр.

## Міста-побратими
- Євле, Швеція
- Євік, Норвегія
- Нествед, Данія
- Раума, Фінляндія